# An der Eiche
An der Eiche war eine Ortslage im Norden der bergischen Großstadt Wuppertal. Der Name An der Eiche ist als eigenständige Bezeichnung für diese Ortslage mehrheitlich nicht mehr im Bewusstsein der Bevölkerung vorhanden.

## Lage und Beschreibung
Die Ortslage liegt auf einer Höhe von 256 m ü. NHN an der Straße In den Birken Ecke August-Jung-Weg im Norden des Wohnquartiers Beek im Stadtbezirk Uellendahl-Katernberg. Benachbarte Ortslagen sind das unmittelbar nebenan liegende Am Steinberg sowie In den Birken, Am Luhnberg, Am Rohm, Hosfelds Katernberg, Herberts Katernberg, Vogels Katernberg und An der Straße.

## Geschichte
Die Ortslage ist aus einem Hof hervorgegangen, der als Eich auf der Topographia Ducatus Montani des Erich Philipp Ploennies aus dem Jahre 1715 verzeichnet ist. 1815/16 besaß der Ort 7 Einwohner. Der Ort lag an einem Höhenweg (heute In den Birken), der als Kohlenweg von regionaler Bedeutung war.
1832 gehörte der Ort zur Katernberger Rotte des ländlichen Außenbezirks des Kirchspiels und der Stadt Elberfeld. Der laut der Statistik und Topographie des Regierungsbezirks Düsseldorf als Kotten kategorisierte Ort wurde als an der Eich bezeichnet und besaß zu dieser Zeit ein Wohnhaus und ein landwirtschaftliches Gebäude. Zu dieser Zeit lebten 8 Einwohner im Ort, alle evangelischen Glaubens.